# T-Rex - Il mio amico Dino
T-Rex - Il mio amico Dino (Theodore Rex) è un film commedia-poliziesco del 1995, scritto e diretto da Jonathan Betuel e interpretato da Whoopi Goldberg.
Sebbene originariamente destinato all'uscita nelle sale, il film è andato direct-to-video ed è stato il film direct-to-video più costoso mai realizzato al momento della sua uscita.

## Trama
New York, 2013. Gli umani lavorano fianco a fianco con varie specie di dinosauri antropomorfi clonati e riportati in vita. Uno di questi, Theodore "Teddy" Rex, un tirannosauro vegetariano, simpatico e maldestro che lavora nell'ufficio stampa del dipartimento di polizia, ha un sogno nel cassetto: diventare un detective.
Una notte avviene un misterioso "dinocidio" (omicidio, in questo caso di un dinosauro) e Teddy si offre spontaneamente di lavorare sul caso e realizzare il suo sogno; il commissario Lynch, inizialmente riluttante, glielo consente. Viene scelta come sua partner la cyborg Katie Coltrane, sebbene lei lo tratti con discriminazione.
Teddy estrae un frammento di farfalla giocattolo esplosiva sul muso di Oliver, il dinosauro che è stato ucciso, che verrà analizzato. Le indagini portano i due ad interrogare la cantante Molly Rex, vicina di Oliver, di cui Teddy si innamora (e persino Molly proverà qualcosa per lui), e il creatore stesso di quest'ultimo, il geniale Dr. Elizar Kane, il quale dice di non essere coinvolto.
Purtroppo Kane è il mandante del dinocidio, e manda una banda di teppisti a pedinare i due agenti e capire fino a che punto possono essere pericolosi per il suo piano, che consiste nell'ibernare tutti i suoi animali per salvarli e lanciare un missile che può riprodurre una nuova era glaciale, provocando l'estinzione in massa degli esseri umani e dei dinosauri.
I teppisti di Kane prendono come ostaggi Molly e Sebastian, un ragazzino amico di Coltrane. Intanto Teddy e Coltrane incontrano il Giocattolaio, il quale si rivela un contrabbandiere e inventore di armi non convenzionali (compresa la farfalla esplosiva di prima) e quindi complice di Kane; i due, dopo averlo interrogato, raggiungono Kane per arrestarlo. Intanto Kane (che ha fatto uccidere Oliver Rex, in quanto aveva scoperto il suo piano) e un suo complice, Edge, lanciano il missile.
Durante la liberazione di Molly e Sebastian, Coltrane viene messa fuori uso e Teddy ferito ad un braccio. Convinti di aver vinto, Kane e Edge tentano la fuga, ma Teddy riesce a catturare Kane e fermare il missile in tempo. Avendo fermato il folle piano del suo creatore e risolto il caso, Teddy viene promosso come detective insieme alla sua amata Molly e Coltrane, tornata funzionante, può tornare a far coppia con lui.

## Effetti speciali
Tutti i dinosauri del film (compresi Teddy e Molly Rex) sono stati realizzati utilizzando dei costumi arricchiti con elementi di animatronica.

## Distribuzione
Sebbene originariamente previsto per l'uscita nelle sale cinematografiche, il film è stato distribuito direttamente per il circuito Home Video. La decisione della New Line è arrivata dopo alcune proiezioni di prova nella città di Las Vegas, Memphis, Portland, Maine e Providence.
Il film è uscito nelle sale il 14 dicembre 1995 in Germania, mentre negli Stati Uniti il 6 luglio 1996.
Con un budget di $ 33,5 milioni è stato il film direct-to-video più costoso mai realizzato al momento della sua uscita.

## Accoglienza
Il film ha ricevuto recensioni negative da critica e pubblico. Ha ricevuto un punteggio di approvazione dello 0% sull'aggregatore di recensioni Rotten Tomatoes, sulla base di 5 recensioni.  William Thomas della rivista Empire ha assegnato al film una stella su cinque e ha detto: "Stai alla larga".
In un'intervista del 2015 al quotidiano brasiliano Folha de S.Paulo, Goldberg ha dichiarato che questo è l'unico film che si rammarica di aver mai fatto: "Non chiedermi perché l'ho fatto, non volevo".

## Riconoscimenti
- 1996 - Razzie Award
  - Nomination Peggior attrice protagonista a Whoopi Goldberg
- 1996 - Stinkers Bad Movie Awards
  - Vinto - Peggior attrice a Whoopi Goldberg
- 1996 - Fantafestival
  - Vinto - Miglior attrice a Whoopi Goldberg

## Processo Goldberg
Sebbene Whoopi Goldberg avesse stipulato un accordo per recitare nel film nell'ottobre 1992, ha tentato di tirarsi indietro. Abramson ha intentato una causa da 20 milioni di dollari contro Goldberg, che è stata risolta rapidamente. Goldberg ha accettato di recitare nel film per $ 7 milioni, $ 2 milioni in più rispetto all'importo originariamente concordato.